# Megophrys kobayashii
Espèce
Statut de conservation UICN

 LC  : Préoccupation mineure
Megophrys kobayashii est une espèce d'amphibiens de la famille des Megophryidae.

## Répartition
Cette espèce est endémique du Sabah en Malaisie orientale. Elle se rencontre entre 1 300 et 1 600 m d'altitude,.

## Étymologie
Cette espèce est nommée en l'honneur de Teiichi Kobayashi (1901-1996).

## Publication originale
- Malkmus & Matsui, 1997 : Megophrys kobayashii, ein neuer pelobatider Frosch vom Mount Kinabalu. Sauria, Berlin, vol. 19, p. 1–37.